# Società Sportiva Lazio Calcio Femminile 1992-1993
Questa voce raccoglie le informazioni riguardanti la Società Sportiva Lazio Calcio Femminile nelle competizioni ufficiali della stagione 1992-1993.

## Rosa
Rosa aggiornata all'inizio della stagione.
| N. |                      | Ruolo | Calciatrice              |
| -- | -------------------- | ----- | ------------------------ |
|    | Danimarca (bandiera) | A     | Susanne Augustesen       |
|    | Italia (bandiera)    | D     | Monica Caprini           |
|    | Italia (bandiera)    | C     | Marisa Conicchioli       |
|    | Italia (bandiera)    | D     | Monica De Marco          |
|    | Italia (bandiera)    | P     | Monica Di Bernardo       |
|    | Italia (bandiera)    | C     | Silvia Di Domenicantonio |
|    | Italia (bandiera)    | D     | Anna Di Domenico         |
|    | Italia (bandiera)    | P     | Simona Di Renzo          |
|    | Italia (bandiera)    | D     | Adele Frollani           |
|    | Italia (bandiera)    | C     | Giorgia Iommi            |

| N. |                   | Ruolo | Calciatrice      |
| -- | ----------------- | ----- | ---------------- |
|    | Italia (bandiera) | A     | Manuela Lattanzi |
|    | Italia (bandiera) | A     | Mirta Lispi      |
|    | Italia (bandiera) | C     | Maria Lucarelli  |
|    | Italia (bandiera) | A     | Vania Massimi    |
|    | Italia (bandiera) | C     | Alba Mellina     |
|    | Italia (bandiera) | A     | Maria Napoleoni  |
|    | Italia (bandiera) | P     | Alessandra Nappi |
|    | Italia (bandiera) | A     | Carla Ottaviano  |
|    | Italia (bandiera) | C     | Romina Plini     |
|    | Italia (bandiera) | D     | Elisabetta Saldi |

## Statistiche

### Statistiche dei giocatori
Presenze e reti alla fine della stagione.
| Giocatore            | Serie A  | Serie A | Serie A     | Serie A    | Coppa Italia | Coppa Italia | Coppa Italia | Coppa Italia | Totale   | Totale | Totale      | Totale     |
| Giocatore            | Presenze | Reti    | Ammonizioni | Espulsioni | Presenze     | Reti         | Ammonizioni  | Espulsioni   | Presenze | Reti   | Ammonizioni | Espulsioni |
| -------------------- | -------- | ------- | ----------- | ---------- | ------------ | ------------ | ------------ | ------------ | -------- | ------ | ----------- | ---------- |
| S. Augustesen        | 21       | 9       | 0           | 0          | ?            | ?            | ?            | ?            | 21+      | 9+     | 0+          | 0+         |
| M. Caprini           | 28       | 0       | 0           | 0          | ?            | ?            | ?            | ?            | 28+      | 0+     | 0+          | 0+         |
| M. Conicchioli       | 4        | 0       | 0           | 0          | ?            | ?            | ?            | ?            | 4+       | 0+     | 0+          | 0+         |
| M. De Marco          | 26       | 0       | 0           | 0          | ?            | ?            | ?            | ?            | 26+      | 0+     | 0+          | 0+         |
| M. Di Bernardo       | 27       | - ?     | 0           | 0          | ?            | ?            | ?            | ?            | 27+      | 0+     | 0+          | 0+         |
| S. Di Domenicantonio | 21       | 0       | 0           | 0          | ?            | ?            | ?            | ?            | 21+      | 0+     | 0+          | 0+         |
| A. Di Domenico       | 12       | 0       | 0           | 0          | ?            | ?            | ?            | ?            | 12+      | 0+     | 0+          | 0+         |
| S. Di Renzo          | 3        | - ?     | 0           | 0          | ?            | ?            | ?            | ?            | 3+       | 0+     | 0+          | 0+         |
| A. Frollani          | 27       | 3       | 0           | 0          | ?            | ?            | ?            | ?            | 27+      | 3+     | 0+          | 0+         |
| G. Iommi             | 25       | 2       | 0           | 0          | ?            | ?            | ?            | ?            | 25+      | 2+     | 0+          | 0+         |
| M. Lattanzi          | 10       | 0       | 0           | 0          | ?            | ?            | ?            | ?            | 10+      | 0+     | 0+          | 0+         |
| M. Lispi             | 11       | 0       | 0           | 0          | ?            | ?            | ?            | ?            | 11+      | 0+     | 0+          | 0+         |
| M. Lucarelli         | 27       | 0       | 0           | 0          | ?            | ?            | ?            | ?            | 27+      | 0+     | 0+          | 0+         |
| M. Massimi           | 23       | 10      | 0           | 0          | ?            | ?            | ?            | ?            | 23+      | 10+    | 0+          | 0+         |
| A. Mellina           | 16       | 0       | 0           | 0          | ?            | ?            | ?            | ?            | 16+      | 0+     | 0+          | 0+         |
| M. Napoleoni         | 18       | 3       | 0           | 0          | ?            | ?            | ?            | ?            | 18+      | 3+     | 0+          | 0+         |
| A. Nappi             | 1        | -?      | 0           | 0          | ?            | ?            | ?            | ?            | 1+       | 0+     | 0+          | 0+         |
| C. Ottaviano         | 21       | 2       | 0           | 0          | ?            | ?            | ?            | ?            | 21+      | 2+     | 0+          | 0+         |
| R. Plini             | 26       | 4       | 0           | 0          | ?            | ?            | ?            | ?            | 26+      | 4+     | 0+          | 0+         |
| E. Saldi             | 16       | 1       | 0           | 0          | ?            | ?            | ?            | ?            | 16+      | 1+     | 0+          | 0+         |